# Gmina Pcim
Die Gmina Pcim ist eine Landgemeinde im Powiat Myślenicki der Woiwodschaft Kleinpolen in Polen. Ihr Sitz ist das gleichnamige Dorf mit etwa 4900 Einwohnern.
Die Gemeinde liegt in den Makower Beskiden sowie in den Inselbeskiden.

## Gliederung
Zur Landgemeinde (gmina wiejska) Pcim gehören folgende drei Dörfer:
- Pcim (mit drei Schulzenämtern: Pcim Centrum, Pcim-Krzywica, Pcim-Sucha)
- Stróża (Stróża Dolna, Stróża Górna)
- Trzebunia.

## Verkehr
Nahe dem Hauptort verläuft die Schnellstraße Zakopianka (S7), die Krakau mit Zakopane verbindet.